# Liste der Kulturdenkmale in Großheringen
In der Liste der Kulturdenkmale in Großheringen sind alle Kulturdenkmale der thüringischen Gemeinde Großheringen (Landkreis Weimarer Land) und ihrer Ortsteile aufgelistet (Stand: 26. April 2012).

## Großheringen
Einzeldenkmal
| Bild                                    | Bezeichnung                                    | Lage                        | Datierung | Beschreibung | ID |
| --------------------------------------- | ---------------------------------------------- | --------------------------- | --------- | ------------ | -- |
| weitere Bilder Fotos hochladen          | Kirche einschließlich Ausstattung und Kirchhof | Kirchgasse (Karte)          |           |              |    |
| Fotos hochladen                         | Hausbrücke (überdachte Holzbrücke)             | Camburger Straße (Karte)    |           |              |    |
| Direkt Bild zu diesem Denkmal hochladen | Tor und Portal                                 | Straße des Friedens 9       |           |              |    |
| Direkt Bild zu diesem Denkmal hochladen | Gehöft (ehem. Pfarrei)                         | Straße des Friedens 10      |           |              |    |
| Direkt Bild zu diesem Denkmal hochladen | Gehöft                                         | Straße des Friedens 14      |           |              |    |
| Direkt Bild zu diesem Denkmal hochladen | Gehöft                                         | Straße des Friedens 16      |           |              |    |
| Direkt Bild zu diesem Denkmal hochladen | Tor und Portal einschl. Tor- und Türflügel     | Straße des Friedens 17      |           |              |    |
| Direkt Bild zu diesem Denkmal hochladen | Gehöft                                         | Straße der Genossenschaft 2 |           |              |    |
| Direkt Bild zu diesem Denkmal hochladen | Waidmühlstein                                  | Platz des Friedens          |           |              |    |

## Kaatschen
Einzeldenkmal
| Bild                                    | Bezeichnung           | Lage                       | Datierung | Beschreibung | ID |
| --------------------------------------- | --------------------- | -------------------------- | --------- | ------------ | -- |
| Direkt Bild zu diesem Denkmal hochladen | Gehöft                | Weinbergstraße 3           |           |              |    |
| Direkt Bild zu diesem Denkmal hochladen | Hofmauer, Tor, Portal | Weinbergstraße 6 (jetzt 7) |           |              |    |
| Direkt Bild zu diesem Denkmal hochladen | Gehöft                | Weinbergstraße 13          |           |              |    |

## Weichau
Denkmalensemble
| Bild                                    | Bezeichnung | Lage                                               | Datierung | Beschreibung | ID |
| --------------------------------------- | ----------- | -------------------------------------------------- | --------- | ------------ | -- |
| Direkt Bild zu diesem Denkmal hochladen |             | Ortslage mit: Jenaer Straße 2, 4, 6, 8, 10, 12, 14 |           |              |    |

Einzeldenkmal
| Bild                                    | Bezeichnung | Lage             | Datierung | Beschreibung | ID |
| --------------------------------------- | ----------- | ---------------- | --------- | ------------ | -- |
| Direkt Bild zu diesem Denkmal hochladen | Wohnhaus    | Jenaer Straße 1  |           |              |    |
| Direkt Bild zu diesem Denkmal hochladen | Gehöft      | Jenaer Straße 8  |           |              |    |
| Direkt Bild zu diesem Denkmal hochladen | Gehöft      | Jenaer Straße 12 |           |              |    |
| Direkt Bild zu diesem Denkmal hochladen | Gehöft      | Jenaer Straße 14 |           |              |    |

## Quelle
- Denkmalliste Landkreis Weimarer Land. (PDF; 929 kB) weimarerland.de